# Sheikh Zayed Road

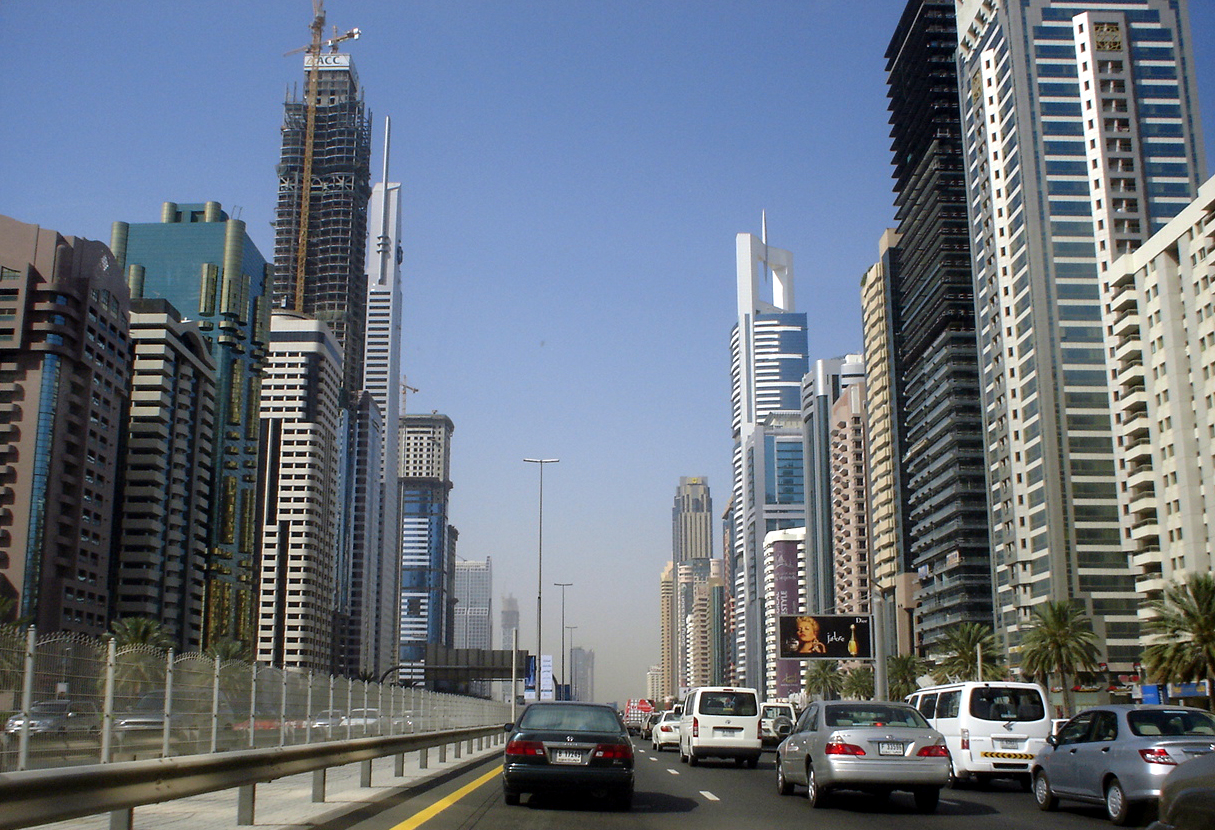
Sheikh Zayed Road

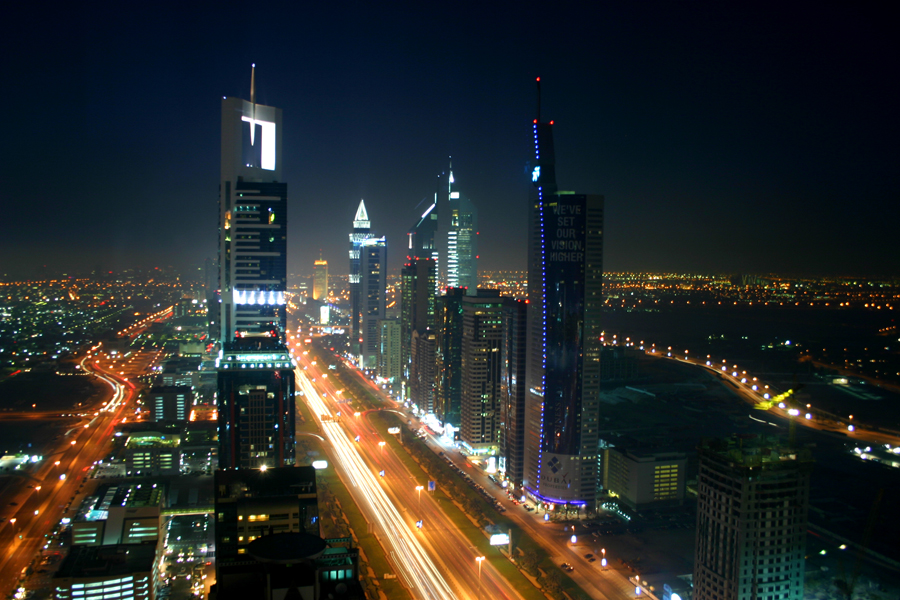
Bij nacht

De Sheikh Zayed Road (Arabisch: شارع الشيخ زايد) is een bekende autosnelweg in Dubai. 
Deze weg loopt parallel aan de kustlijn vanaf de rotonde Trade Centre Roundabout naar de grens van het emiraat Abu Dhabi bij Jebel Ali. De weg is onderdeel van de E11.

## Geschiedenis
Vroeger stond de weg bekend als Defence Road. Tussen 1993 en 1998 werd dertig kilometer van de weg uitgebreid. Tegelijkertijd met deze uitbreiding werd de weg hernoemd naar Zayid bin Sultan al Nuhayyan, destijds de president van de Verenigde Arabische Emiraten.

## Wolkenkrabbers

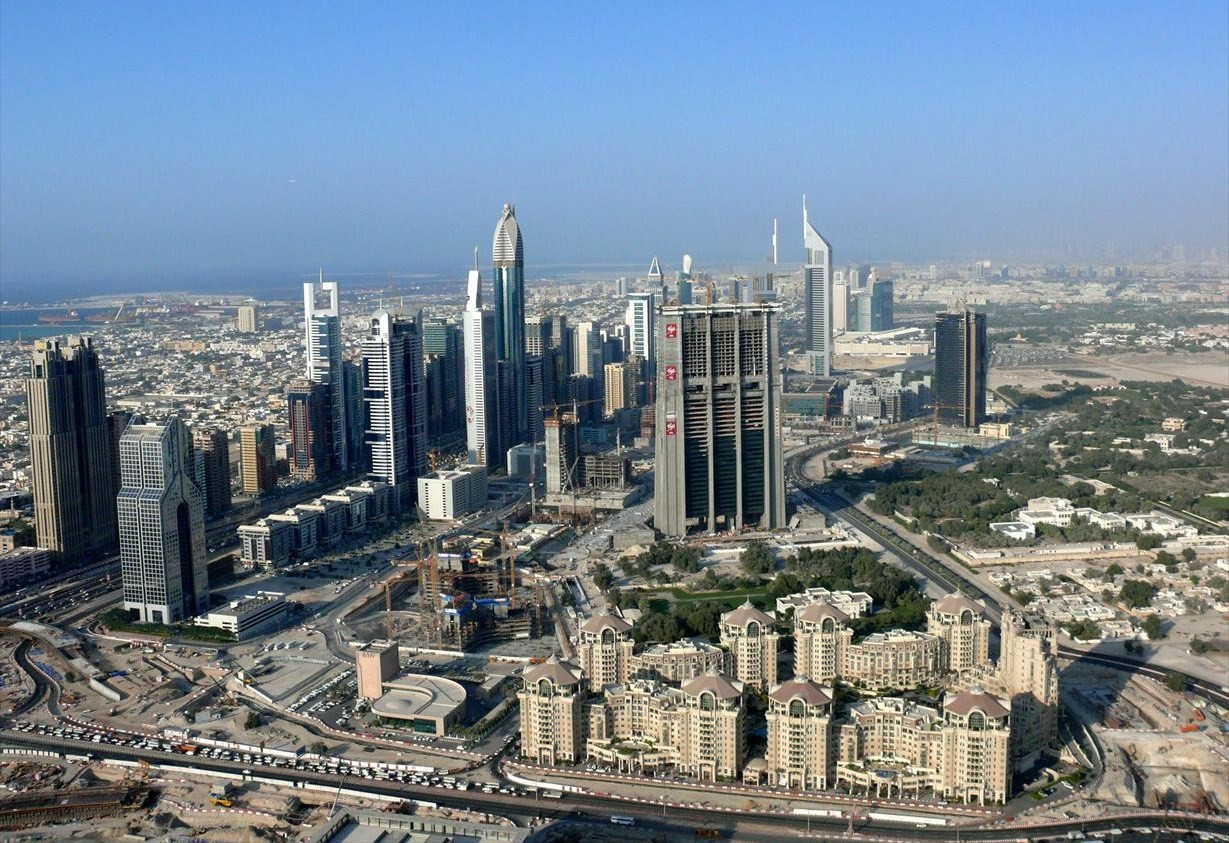
De wolkenkrabbers langs de Sheikh Zayed Road

De wolkenkrabbers langs deze weg vormen een belangrijk onderdeel van de skyline van Dubai. De Sheikh Zayed Road is vooral bekend om deze wolkenkrabbers. Onder andere Emirates Office Tower en de Burj Khalifa, het hoogste gebouw ter wereld, staat langs de weg. De volgende wolkenkrabbers staan langs de weg:
| Noordwestzijde                        | Zuidoostzijde                    |
| ------------------------------------- | -------------------------------- |
| Etisalat Tower 2                      | World Trade Centre               |
| The Monarch Office Tower              | World Trade Centre Residence     |
| The Monarch Hotel                     | World Trade Centre Apartments 1  |
| Sama Tower                            | World Trade Centre Apartments 2  |
| The Fairmont Dubai                    | World Trade Centre Apartments 3  |
| API World Tower                       | Emirates Office Tower            |
| Park Place                            | Jumeirah Emirates Towers Hotel   |
| Acico Office Tower (Nassima Tower)    | The Tower                        |
| Nikko Hotel Dubai                     | Al Yaquob Tower                  |
| White Crown Tower                     | Capricorn Tower                  |
| Saeed Tower 1                         | Maze Tower                       |
| Grosvenor House Commercial Tower      | Al Ghadier Tower                 |
| Latifa Tower                          | Al Attar Business Tower          |
| HHHR Tower                            | Jumeira Tower                    |
| Crowne Plaza Apartment Tower          | Sky Tower                        |
| Crowne Plaza Hotel Tower              | Al Attar Tower                   |
| Crowne Plaza Office Tower             | Ahmed Abdul Rahim Al Attar Tower |
| Al Durrah Tower                       | Ghaya Residence                  |
| City Tower 2                          | Rose Tower                       |
| City Tower 1                          | Oasis Tower                      |
| Al Wasl Tower                         | 21st Century Tower               |
| Khalid Al Attar Tower                 | Rolex Tower                      |
| Khalid Al Attar Tower 2               | Angsana Suites Tower             |
| Al Safa Tower                         | Angsana Hotel Tower              |
| Zabeel Tower                          | Al Kawakeb 1                     |
| Al Moosa Tower 1                      | Al Kawakeb 2                     |
| Al Moosa Tower 2                      | Al Kawakeb 3                     |
| Sahara Tower                          | Al Kawakeb 4                     |
| Al Rostamani Tower B                  | Al Kawakeb 5                     |
| Al Rostamani Tower A                  | Dusit Dubai                      |
| Saeed Tower 2                         | Millennium Tower                 |
| Four Points by Sheraton               | Al Tayer Tower                   |
| Union Tower                           | Falcon Tower                     |
| Al Sondos Tower                       | Dubai Tower                      |
| Towers Rotana Hotel                   | Nuaimi Tower                     |
| Sheikh Marwan Tower                   |                                  |
| Al Hawai Tower                        |                                  |
| Chelsea Tower                         |                                  |
| Sheikh Essa Tower                     |                                  |
| Number One Tower Suites               |                                  |
| Ahmad Abdulrahim Ahmad Al Attar Tower |                                  |
| Dr. Khalifa Tower                     |                                  |
| Sheikh Ahmed Tower                    |                                  |
| Al Meraikhi Tower                     |                                  |
| Shangri-La Hotel                      |                                  |
| Al Manara Tower                       |                                  |
| Al Kharbash Tower                     |                                  |
| Burj al Salam                         |                                  |